# Gennaro di Cagliari
Gennaro di Cagliari (anche Gianuario, in latino Ianuarius) (... – Cagliari, poco dopo settembre 603) è stato un vescovo di Cagliari.

## Biografia
Le uniche informazioni su Gennaro si ricavano dalle numerose lettere a lui indirizzate da papa Gregorio I tra il luglio 591 al settembre 603. Le lettere affrontano numerosi problemi di ordine religioso, disciplinare e morale e permettono di conoscere molteplici aspetti della struttura organizzativa della Chiesa sarda in quel secolo e delle attività pastorali di un vescovo della fine del VI - inizio del VII secolo, in un periodo in cui nell'isola vi erano le ultime persistenze di paganesimo e la disciplina ecclesiastica era troppo permissiva come pure i costumi civili e religiosi.